# Negele Knight
Negele Oscar Knight (Detroit, Michigan, 6. ožujka 1967.) umirovljeni je američki profesionalni košarkaš. Igrao je na poziciji razigravača, a izabrali su ga Phoenix Sunsi u 2. krugu (31. ukupno) NBA drafta 1990. godine.

## Vanjske poveznice
- Profil  Arhivirana inačica izvorne stranice od 8. veljače 2015. (Wayback Machine) na Basketball-Reference.com